# Мурле (народ)
Мурле — народ группы нилотов. Проживает на крайнем юго-востоке Судана в верховьях реки Пибор (численность 200 тыс. человек) и в приграничных районах Эфиопии (численность 30 тыс. человек).

## Язык
Преимущественно говорят на языке мурле, или капета, шари-нильской группы нило-сахарской семьи.

## Религия
Большинство представителей этого народа мусульмане-сунниты, но значительная часть из них продолжает придерживаться традиционных верований. Также среди этого народа распространены магия, фетишизм.

## Население
Мурле ведут полуоседлый образ жизни. Их основными занятиями являются скотоводство (отгонно-пастбищное) и земледелие (ручное подсечно-огневое). Также развито рыболовство и охота. Процветают отдельные ремесла: плетение циновок, корзин, мелкой утвари из цветной соломы с применением геометрического орнамента; резьба по дереву, обработка шкур, кож, изготовление изделий из них. (Львова 1984: 289)
Жилище представляет собой круглую хижину — плетёный каркас, обмазанный смесью глины с навозом и рубленой соломой, крыша коническая из соломы или травы. На кочевых стойбищах жилище — шалаш из веток.
В традиционную одежду мужчин входит набедренная повязка и большая накидка, связанные узлом на правом плече. У женщин — короткая юбка из кожи или растительных волокон. В последнее время всё большее становится популярной одежда типа «саронг» — кусок клетчато-полосатой хлопчатобумажной ткани, которой обёртывают торс, мужчины на бёдрах, женщины от плеч вокруг тела.
Основным продуктом питания является молочно-растительная пища (каши, похлёбки, овощи, кислое молоко и другие молочные продукты, смесь крови с молоком), рыба, дичь. Мясо редко употребляют в пищу, как и все скотоводы Восточной Африки.
Брак у мурле патрилокален, распространена полигиния.
В конце сезона дождей у мурле бывает праздник «мови», он заключается в ритуальном убое скота, который ежегодно обеспечивает всех участников празднества поочерёдно каждое возрастное подразделение согласно традиции. В этот праздник поедается основное количество мяса за год, никакого другого смысла он не имеет.
Развито устное творчество, которое представлено мифами о происхождении племён, их прародителей, процветает и песенно-музыкальное творчество.
Племенная структура лежит в основе социальной организации мурле. Мелкие социальные подразделения — линиджи и более крупные — кланы связаны патрилинейными генеалогическими связями.(Чепайкин 2006: 115).